# Надолу
„Надолу“ (на английски: Downhill) е драматичен трилър, ням филм от 1927 г. на режисьора Алфред Хичкок, заснет по едноименната пиеса на Констанс Колиър и Айвър Новело, написана под общия псевдоним Давид л’Атранж. Сценарият е на Елиът Станард. В главните роли са Айвър Новело, Робин Ървин, Изабел Джийнс, Йън Хънтър и Норман Маккинъл.

## Сюжет
Внимание:  Текстът по-долу разкрива сюжета на произведението (или части от него)!
Роди Беруик е заможен студент от Оксфорд, който поема вината на свой състудент, с което съсипва живота си. Сервитьорка от долнопробен бар обвинява Роди, че флиртува с нея. Виновникът всъщност не е Роди, но тъй като баща му е богат, той решава да прикрие приятеля си и да поеме вината върху себе си. Но когато се прибира вкъщи, баща му бурно реагира на случилото се, нарича го лъжец, обвинява го, че е опетнил името на семейството и го предава на полицията. От този момент започва животът му надолу...

## В ролите
| Актьор            | Роля                  |
| ----------------- | --------------------- |
| Айвър Новело      | Роди Беруик           |
| Изабел Джийнс     | Джулия                |
| Робин Ървин       | Тим Уейкли            |
| Норман Маккинъл   | сър Томас Беруик      |
| Джеролд Робъртшоу | свещеник Хенри Уейкли |
| Йън Хънтър        | Арчи                  |
| Сибил Рода        | Сибил Уейкли          |
| Бен Уебстър       | доктор Доусън         |